# Leontopodium campestre
Leontopodium campestre là một loài thực vật có hoa trong họ Cúc. Loài này được (Ledeb.) Hand.-Mazz. mô tả khoa học đầu tiên.